# Furmeier
Furmeier (en francès Furmeyer) és un municipi francès situat al departament dels Alts Alps i a la regió de Provença – Alps – Costa Blava.

## Demografia
| 1831                                       | 1962 | 1968 | 1975 | 1982 | 1990 | 1999 | 2006 | 2018 |
| ------------------------------------------ | ---- | ---- | ---- | ---- | ---- | ---- | ---- | ---- |
| 275                                        | 102  | 110  | 110  | 125  | 140  | 154  | 140  | 173  |
| Des de 1962: població sense dobles comptes |      |      |      |      |      |      |      |      |

## Administració
| Període           | Identitat            | Partit |
| ----------------- | -------------------- | ------ |
| 2001-2010         | Raymond Uzes         |        |
| juny de 2010-2020 | Guy Pitaval          |        |
| 2020-             | Michel Ricou-Charles |        |